# Grandson–Corcelettes Les Violes
Pour les articles homonymes, voir Grandson (homonymie).
Grandson–Corcelettes Les Violes, parfois appelé Corcellettes, est un site palafittique préhistorique situé sur les rives du lac de Neuchâtel sur la commune de Grandson dans le canton de Vaud, en Suisse.

## Description du site
La station de Corcelette est composée de deux sites. Le premier, peu important, datant de l'âge de la pierre et un second, bien plus intéressant, datant de l'âge du bronze. Ce second site comprend un grand nombre de pilotis qui s'étendent de la rive à plusieurs dizaines de mètres de distance, mis au jour en 1876 à la suite de l'abaissement du niveau des eaux du lac.
Plusieurs objets de bronze et de nombreuses poteries ont été découverts dans cette station qui est classée comme bien culturel d'importance nationale.